# Anthonie Wurth
Anthonie (Anton) Cornelis Wouter Wurth (* 26. května 1967 Smallingerland) je bývalý nizozemský zápasník–judista.

## Sportovní kariéra
Připravoval se na předměstí Rotterdamu v Maassluis v klubu Mahorokan pod vedením Koose Hennevelda. Od svých 18 let trávil většinu času tréninkem juda v Japonsku na tokijské univerzitě Tokai. V nizozemské reprezentaci se pohyboval od roku 1986 v lehké váze do 71 kg, ale výrazně na sebe upozornil až s přestupem do polostřední váhy v roce 1988. Na olympijských hrách v Soulu se však nekvalifikoval. Na dalším olympijském období patřil k předním evropským judistům a v roce 1992 odjížděl jako jeden z favoritů na olympijské hry v Barceloně. Nevyladil však optimálně formu a vypadl ve čtvrtfinále s Američanem Jasonem Morrisem. V dalších letech vypadl z reprezentace na úkor nastupující generace nizozemských judistů v čele s Markem Huzingou. Po skončení sportovní kariéry žil v Japonsku a Číně, kde se věnoval podnikatelským činnostem.

## Výsledky
| Turnaj             | 1986  | 1987  | 1988             | 1989             | 1990             | 1991             | 1992             |                  |                  |
| Turnaj             | 19    | 20    | 21               | 22               | 23               | 24               | 25               |                  |                  |
| Turnaj             | lehká | lehká | polostřední váha | polostřední váha | polostřední váha | polostřední váha | polostřední váha | polostřední váha | polostřední váha |
| ------------------ | ----- | ----- | ---------------- | ---------------- | ---------------- | ---------------- | ---------------- | ---------------- | ---------------- |
| Olympijské hry     |       |       | —                |                  |                  |                  | úč.              |                  |                  |
| Mistrovství světa  |       | —     |                  | úč.              |                  | 5.               |                  |                  |                  |
| Mistrovství Evropy | úč.   | —     | 5.               | 3.               | —                | 1.               | —                |                  |                  |
| MS juniorů         | —     |       |                  |                  |                  |                  |                  |                  |                  |
| ME juniorů         | —     | 3.    |                  |                  |                  |                  |                  |                  |                  |